# Indische brulkikker
De Indische brulkikker (Hoplobatrachus tigerinus) is een kikker uit de familie Dicroglossidae. De soort werd voor het eerst wetenschappelijk beschreven door Daudin in 1803. De verouderde naam Rana tigerina wordt in veel literatuur nog gebruikt. De kikker behoort tegenwoordig tot het geslacht Hoplobatrachus.
Mannetjes van deze soort hebben soms bijzonder bonte kleuren; ze zijn helder geel van kleur, terwijl de opgeblazen kwaakblazen een diep blauwe kleur hebben.

## Leefgebied
De Indische brulkikker komt oorspronkelijk voor in delen van Azië en leeft in de landen Myanmar, Bangladesh, India, Pakistan, Afghanistan en Nepal. De kikker komt als exoot voor op het Afrikaanse eiland Madagaskar en op de eilandengroep Maldiven. De soort leeft op een hoogte tussen de 25 en 800 meter boven zeeniveau, maar kan in Nepal tot een hoogte van 2000 meter nog voorkomen.

## Consumptie
De soort wordt gekweekt en geslacht voor menselijke consumptie, zoals voor kikkerbilletjes. De commerciële verkoop begon in de jaren '90 in Thailand.

## Synoniemen
- Dicroglossus tigrinus (Daudin, 1802)
- Euphlyctis tigerina (Daudin, 1802)
- Limnonectes tigerinus (Daudin, 1802)
- Rana tigerina Daudin, 1802
- Rana tigrina Merrem, 1820
- Rana gracilis var. pulla Stoliczka, 1870

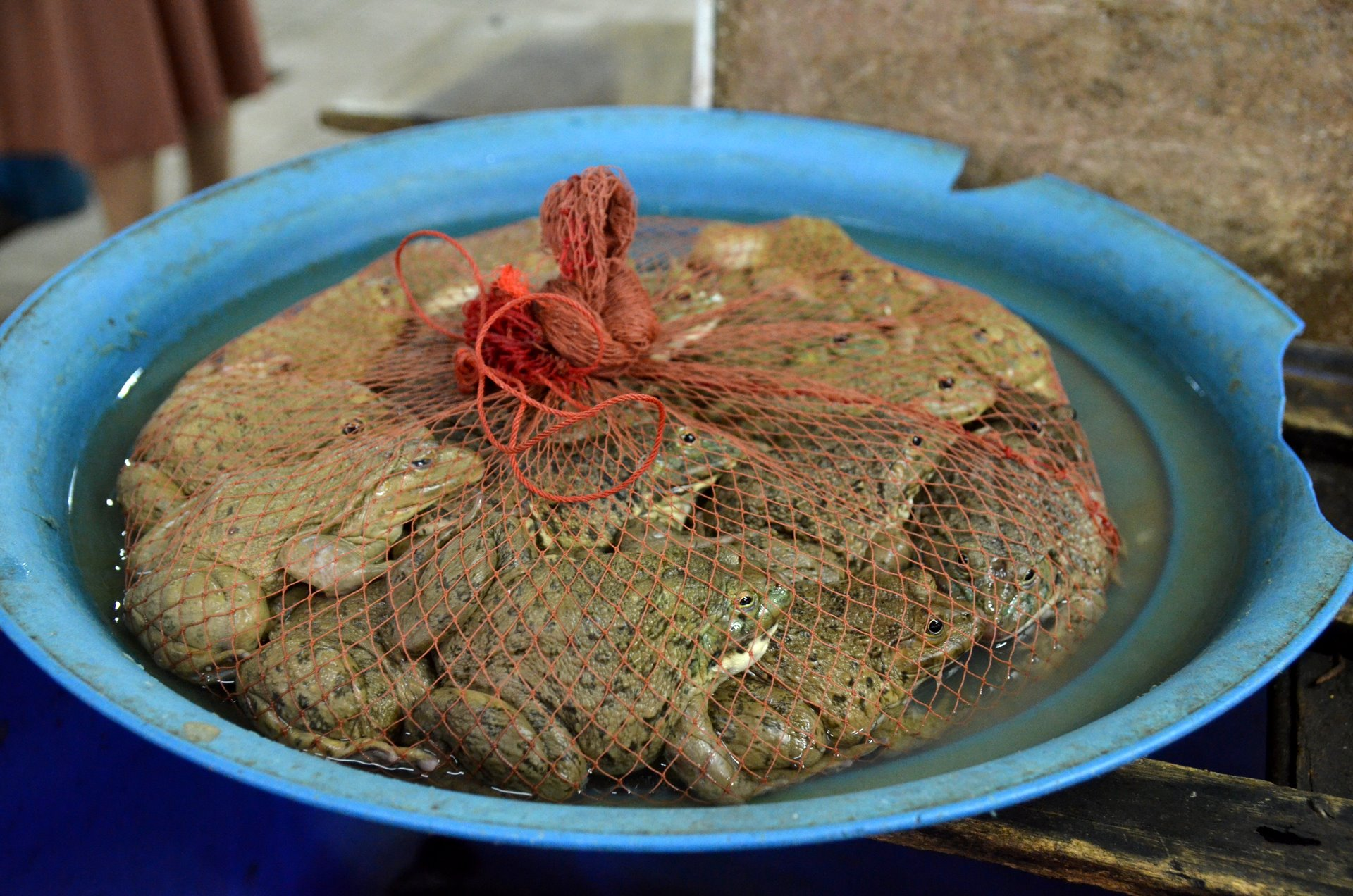
Hoplobatrachus tigerinus op een markt.

- Rana picta Gravenhorst, 1829